# Stars at Noon (película de 2022)

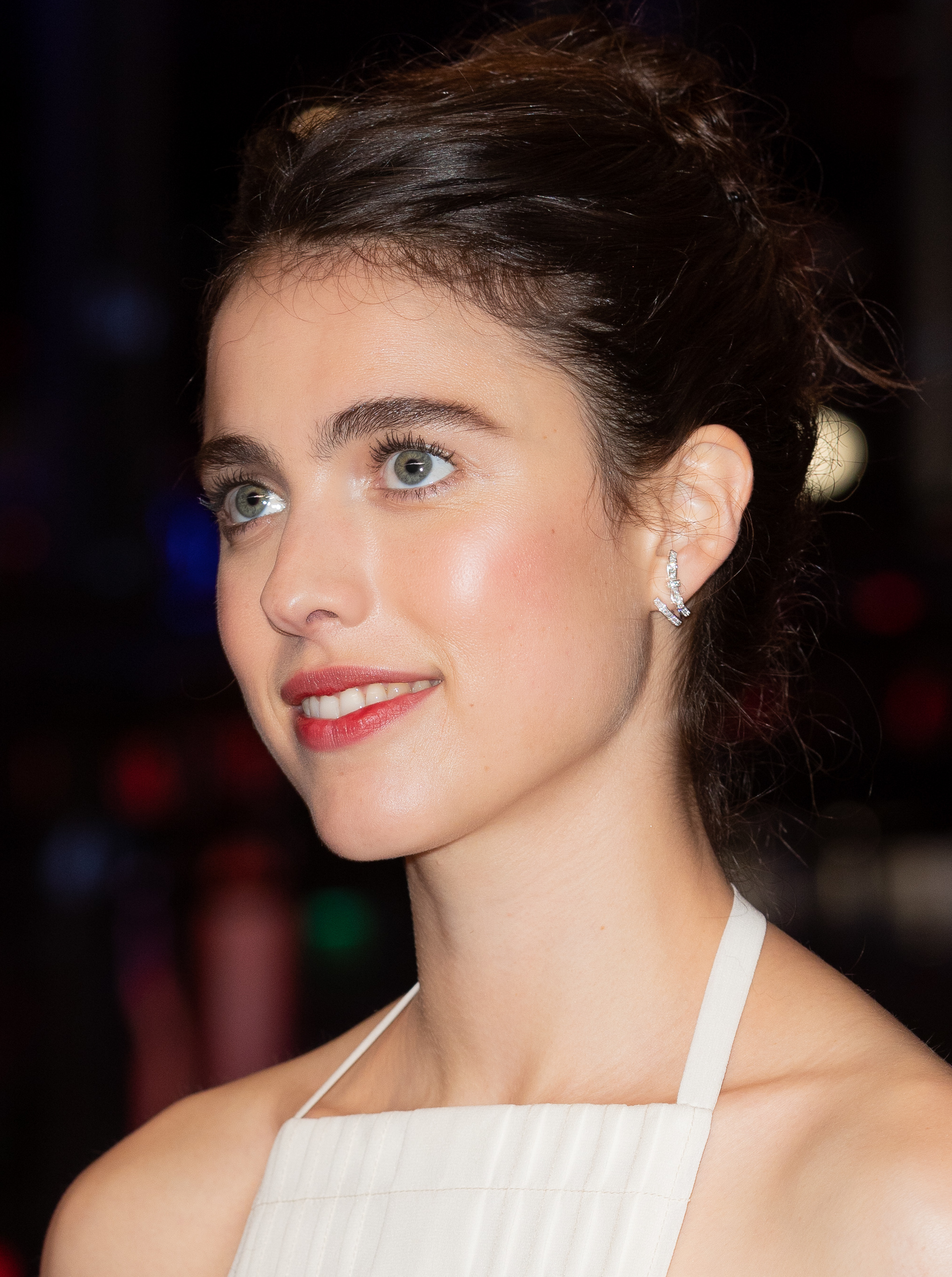
Margaret Qualley

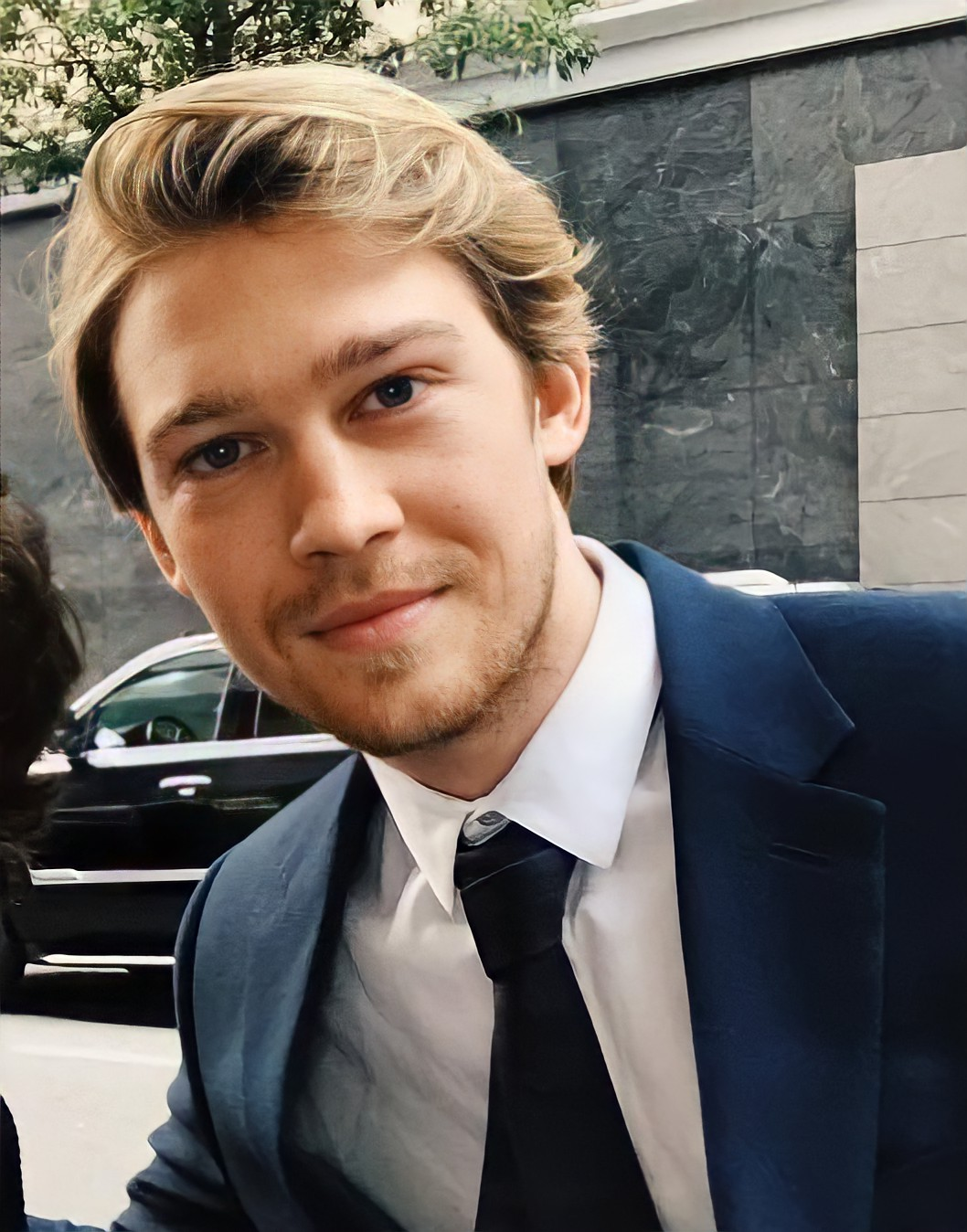
Joe Alwyn

Stars at Noon (Las estrellas al mediodía) es una película de suspense romántica de 2022 dirigida por Claire Denis, basada en la novela de 1986 The Stars at Noon de Denis Johnson, protagonizada por Margaret Qualley, Joe Alwyn, Benny Safdie, Danny Ramirez y John C. Reilly. La película fue seleccionada para competir por la Palma de Oro en el Festival de Cine de Cannes de 2022, donde ganó el Gran Premio.

## Sinopsis
Trish es una joven periodista estadounidense confinada en Nicaragua durante la pandemia de COVID-19 y en medio de un período de severa inestabilidad gubernamental. Es una escritora de viajes cuya cobertura de brutales ejecuciones extrajudiciales ha alienado tanto a sus superiores como al partido gobernante; su pasaporte ha sido confiscado y vive en una pensión de mala muerte pagada por un ministro del gabinete simpatizante. Trish asume que será ejecutada por sus actividades antigubernamentales cuando el ministro ya no pueda protegerla. Tiene relaciones sexuales con funcionarios del gobierno por dinero y artículos de primera necesidad (que en gran medida no están disponibles debido a la crisis política) mientras busca desesperadamente una salida del país.

## Reparto
- Margaret Qualley como Trish
- Joe Alwyn como Daniel
- Benny Safdie como CIA Man
- Danny Ramirez como Costa Rican Cop
- Nick Romano como Subteniente
- Stephan Proaño como Vice-Minister
- Monica Bartholomew como La Señora
- Carlos Bennett como Mercado Taxi Driver
- Sebastián Donoso como Taxi Driver Trish
- Hector Moreno como Travel Agent
- Robin Duran como Costa Rican Border Captain
- Jose Leonel Hernandez como Nightwatchman
- Cristian Pulido como Taxi Driver Daniel
- John C. Reilly como American Magazine Editor

## Producción
Claire Denis había leído la novela de Johnson una década antes y la evaluó como una historia de amor entre dos personas que desarrollan una relación únicamente dentro del contexto acentuado de la revolución. Ella agregó: "También se trata del miedo y el terror del amor, el miedo al fracaso". 
En abril de 2019, Denis anuncióla filmación de la película y el casting de Robert Pattinson después de una proyección en el Teatro Brattle de su película High Life de 2018, que también protagonizó Pattinson.
En febrero de 2020 se anunció que A24 había adquirido los derechos de distribución en América del Norte con la dirección de Claire Denis, con Robert Pattinson y Margaret Qualley como protagonistas. El rodaje estaba previsto que comenzara ese verano. Retrasado debido a la pandemia de COVID-19, se esperaba que la filmación comenzara en abril de 2021, pero no comenzó en ese momento.  Pattinson dejó la película debido a conflictos de programación en julio. Taron Egerton fue elegido para reemplazarlo y se proyectó que la filmación comenzaría en octubre de 2021 en Panamá. Cuando se retrasó, en noviembre Egerton abandonó el proyecto por motivos personales.
Fue reemplazado por Joe Alwyn. En enero de 2022 se anunció a Danny Ramírez como parte del elenco. En abril se informó de un reparto adicional, incluidos Benny Safdie y John C. Reilly.
El rodaje tuvo lugar en Panamá, a partir de diciembre de 2021. La producción terminó más tarde ese mismo mes. Denis quería rodar la película en Nicaragua, pero decidió no hacerlo después de la reelección del presidente Ortega. Ella dijo: "Sabía que no podía, habría sido inmoral".

## Música
La música de la película fue compuesta por la banda inglesa de rock alternativo Tindersticks, quienes contribuyeron con la música de muchas de las películas anteriores de Claire Denis. La banda sonora se anunció oficialmente el 6 de octubre de 2022, y la canción principal se lanzó como sencillo el mismo día. La banda sonora se lanzó el 14 de octubre de 2022 a través de City Slang.

## Estrenos
La película fue seleccionada para competir por la Palma de Oro en el Festival de Cine de Cannes de 2022, donde se estrenó el 25 de mayo de 2022. En Cannes, fue el cooganadora del Gran Premio. Fue lanzado por A24 en los Estados Unidos y bajo demanda el 14 de octubre de 2022. La película comenzó a transmitirse en Hulu el 28 de octubre de 2022. Wild Bunch International manejó las ventas de distribución internacional de la película. La película se estrenará en Francia el 3 de mayo de 2023.

## Críticas
En Rotten Tomatoes, la película tiene un índice de aprobación del 62% según 95 reseñas, con una calificación promedio de 6/10. El consenso del sitio web dice: "Escasa en chispas románticas y frustrantemente tranquila, Stars at Noon está protagonizada por un elenco con talento y el formidable control de Claire Denis sobre su oficio".  Según Metacritic, que asignó una puntuación media ponderada de 64 sobre 100 basada en 27 críticos, la película recibió "críticas generalmente favorables". 